# Trận Mosul (2016–2017)
Trận Mosul (tiếng Ả Rập: معركة الموصل; Trung Kurd: شەڕی مووسڵ) là một cuộc tấn công phối hợp giữa các lực lượng chính phủ Iraq với lực lượng dân quân đồng minh, Iraq Kurdistan, và các lực lượng quốc tế để chiếm lại thành phố Mosul từ Nhà nước Hồi giáo Iraq và Levant (ISIL), chống lại quân đội Liên quân. Cuộc tấn công, được gọi là "Nineveh, chúng tôi đến đây!" (قادمون يا نينوى; Qadimun Ya Naynawa), bắt đầu vào ngày 16 tháng 10 năm 2016 với lực lượng bao vây khu vực ISIL kiểm chứng tại Nineveh Governorate quanh Mosul Trận Mosul được xem là quan trọng trong việc can thiệp quân sự chống lại ISIL, mà chiếm thành phố vào tháng 6 năm 2014. Có quân số đông hơn quân số của lực lượng ISIL 10-1, lực lượng Iraq đang trải qua triển khai lớn nhất của họ kể từ cuộc xâm lược năm 2003 của Hoa Kỳ và liên minh các lực lượng.
Chiến dịch diễn ra sau cuộc tấn công của Mosul vào năm 2015 và năm 2016. Cuộc tấn công bắt đầu với quân đội Iraq và máy bay chiến đấu Peshmerga tham ISIL trên ba mặt trận bên ngoài Mosul, đi từ làng này sang làng ở khu vực xung quanh. Hơn 120 thị trấn và làng mạc đã được giải phóng khỏi sự kiểm soát ISIL trong hai tuần đầu tiên của chiến đấu. Vào rạng sáng ngày 01 Tháng Mười Một, hoạt động đặc biệt của lực lượng Iraq tiến vào thành phố trên mặt trận phía Đông. Đụng độ với các giao tranh diễn ra ác liệt, việc tiến quân của Iraq vào thành phố bị chậm lại bởi lực lượng phòng ngự tinh nhuệ - bao gồm các khối đường, bẫy, đánh bom tự sát và các tay súng bắn tỉa -. Cùng với sự hiện diện của thường dân khiến cho việc tiến quân gặp khó khăn. Trận Mosul là đồng thời với cuộc tấn công Raqqa bởi các lực lượng dân chủ Syria (SDF) vào thành trì ISIL ở Syria.
Trận Mosul cũng là đồng thời với các cuộc tấn công mới nhất vào Aleppo (tháng 11-tháng 12 năm 2016) do chính phủ Syria chống lại các nhóm phiến quân không liên quan đến ISIL trong thành phố của Syria Aleppo.